# 佐久田博司
佐久田 博司（さくた ひろし、1951年 - ）は、日本の教育工学者。シンクタンク日本理事長。製品安全協会技術顧問。専門はe-ラーニングによる専門教育、MBL(Model Based Learning)、設計情報工学。青山学院大学名誉教授。工学博士（東京大学）。
「国益を絶対優先し、科学技術上の我国の優位性を棄損しない活動」をモットーにシンクタンクを運営。

## 略歴
1969年、静岡県立静岡高等学校卒業。1974年、東京大学工学部金属工学科卒業。1979年、東京大学大学院工学系研究科金属工学専門課程修了。1981年、東京大学助手。日立製作所日立工場入社。1984年、長岡技術科学大学機械系助手。1988年、長岡技術科学大学助教授。1992年、青山学院大学理工学部助教授。1997年〜1998年、マサチューセッツ工科大学客員教員（客員助教授）。2004年、青山学院大学理工学部教授。2007年、マサチューセッツ工科大学客員教授。2019年、青山学院大学退職。2020年〜2021年、国立研究開発法人物質・材料研究機構統合型材料開発・情報基盤部門(MaDIS)特別研究員。2021年、シンクタンク日本理事長。2022年、製品安全協会技術顧問。

## 著書・共著
- 『英語化授業における日本語注釈つき学習教材の半自動生成と当該教材を用いた学習促進の研究』 鷲見和彦研究代表 青山学院大学総合研究所領域別研究部門自然科学研究部 2017.3
- 『Ｗｅｂアプリケーション構築入門―実践！Ｗｅｂページ制作からマッシュアップまで』 佐久田博司, 矢吹太朗 共著 森北出版 2011.4
- 『高精細画像利用遠隔医療授業システムの北里大との共同研究』 研究代表者水澤純一 青山学院大学総合研究所領域別研究部門自然科学研究部 2010.2
- 『基礎応用第三角法図学』 岩井実, 石川義雄, 喜山宜志明, 佐久田博司 共著 森北出版 2006.3
- 『Javaによるオブジェクト指向数値計算法』 MBL協議会 編 ; 小林史典 ほか共著 コロナ社 2003.5
- 『第三角法図学 : 基礎応用』 岩井実 ほか共著	森北 1981.4

## 受賞歴
- 2020年 日本図学会論文賞研究論文賞 『空間認識力の年齢変化』 日本図学会
- 2018年 青山学院学術賞 『Webアプリケーションを基盤とする次世代の情報環境ヘの技術展開』 青山学院
- 2010年 DEIM2010優秀インタラクティブ賞[5][6]
- 2009年 第3回モデリングコンテスト 最優秀賞
- 2002年 第15回計算力学講演会発表賞 日本機械学会
- 1993年 論文賞 『温度湿度履歴による板紙の伸縮挙動と力学モデルの適用』 日本塑性加工学会